# جعفر اخوان
جعفر اخوان (زاده ۱۲۸۹ تهران – ۱۳۶۲ ش پاریس) بازرگان، عضو اتاق بازرگانی تهران، مؤسس شرکت جیپ. او شالوده صنعت خودرو را در ایران بنیان نهاده است.

## زندگی‌نامه و تحصیلات
جعفر اخوان، فرزند رضا در سال ۱۲۸۹ در تهران به دنیا آمد و دوره ابتدایی را در تهران به پایان برد. اخوان احتمالاً در سالهای ۱۳۲۳–۱۳۲۴ (حدود ۳۴ سالگی) با فروغ الزمان، دختر احمد اخوان (تاجر و نماینده مجلس) ازدواج کرد. حاصل ازدواج آن‌ها چهار دختر بود.

## فعالیت‌های تجاری

مجله اتاق بازرگانی

او در۴ دی سال ۱۳۳۵ در خیابان اکباتان تهران شرکتی با عنوان «جیپ» تأسیس و اقدام به واردات خودرو جیپ ویلیز آمریکایی کرد. شرکت جیپ با شرکت‌های «امریکن موتورز» و «جنرال موتورز» همکاری داشت و بخش‌های فنی و نسبتاً پیچیده شرکت جیپ در اختیار مهندسان و تکنیسین‌های آمریکایی قرار داشت. در دهه ۳۰ و ۴۰ تکنولوژی ساخت خودروهای پر قدرت و دو دیفرانسیل در اختیار آمریکایی‌ها بود و کویری بودن و صعب العبور بودن جاده‌های ایران، اقبال ایرانی‌ها به جیپ را بیشتر کرد. به عبارتی جیپ نخستین خودروی شاسی‌بلندی بود که وارد ایران شده بود و با روحیه بالا نشینی سرمایه‌داران نوظهور ایرانی سازگارتر بود.
اخوان رئیس شرکت سهامی آریا و شاهین و شرکت خصوصی فخر ایران نیز بوده است.
در توصیف نقش «جعفر اخوان» در اقتصاد ایران، همین بس که گفته می‌شود، او شالوده صنعت خودروسازی را در ایران بنیان نهاده است. اخوان، شرکت بازرگانی «جیپ» را زمانی تأسیس کرد که خیابان‌های ایران مملو از اتومبیل‌های کادیلاک، بیوک یا شورلت آمریکایی بود. او، ابتدا به واردات «جیپ ویلیز» پرداخت و سپس در سال ۱۳۳۵ خط مونتاژ آن را در کشور راه‌اندازی کرد. اخوان حدود ۳ سال بعد توانست «جیپ شهباز» را از کیلومتر ۹ جاده مخصوص کرج، روانه بازار کند. تغییر نام شرکت جیپ به جنرال موتورز نیز زمانی روی داد که اخوان در سال۱۳۵۲، ۴۵ درصد سهام این شرکت را به جنرال‌موتورز واگذار کرد و البته بخشی از سهام این شرکت، به بنیاد پهلوی رسید. این شرکت تولیدکننده خودروهای لوکس، پس از انقلاب به سازمان گسترش واگذار شد و نام آن به «پارس خودرو» تغییر کرد.
- سرگذشت جیپ بعد از انقلاب:

شرکت جیپ در سال ۱۳۴۶ تعدای خودرو رامبر به امرای ارتش داد. با بالا گرفتن اعتراضات منتهی به وقوع انقلاب اسلامی ایران در سال ۵۷، ارتش سوار بر جیپ وارد خیان‌ها شد و مردم خشمگین، جعفر اخوان و جیپش را بخشی از ماشین سرکوب رژیم شاه به حساب آوردند.
به واسطه همین عوامل، زمین زدن شرکت جیپ که مطابق ساختار جدید شرکت «جنرال موتورز ایران» نامیده می‌شد تبدیل به یکی از اهداف اساسی و نمادین انقلابیون شد. در دی و بهمن ۵۷ کارگران این شرکت به مدت ۴۵ روز دست به اعتصاب زدند.
اخوان از سال ۱۳۳۵ تا ۱۳۵۷ ش رئیس هیئت‌مدیرهٔ شرکت بازرگانی جیپ ایران و سپس جنرال موتورز ایران بود تا آنکه در ۲۲ بهمن ۱۳۵۷ کمیتهٔ اجرایی کارگران کارخانهٔ جنرال موتورز ایران، مدیران شرکت را وادار به استعفا کردند و خود مدیریت را به عهده گرفتند.
در تیرماه ۱۳۵۸ و به موجب قانون حفاظت و توسعه صنایع ایران شرکتی که به دست اخوان تأسیس شده بود و سال‌ها سود می‌داد به دولت واگذار شد. در طی دوسال مدیرت دولتی، تعداد کارگران دوبرابر شد و تیراژ تولید به نصف کاهش یافت و نام شرکت هم در سال ۵۹ به شرکت «پارس خودرو» تغییر یافت.

## عضویت در اتاق بازرگانی
اخوان از مؤسسان اتاق صنایع و معادن ایران در سال ۱۳۴۱ بود.
- نایب رئیس اتاق صنایع و معادن.
- عضو اتاق بازرگانی و صنایع و معادن تهران از سال ۱۳۲۱ تا سال ۱۳۵۷

او به کشورهای خارجی همراه هیئت اتاق بازرگانی و صنایع مکرر سفر نمود.

## فعالیت‌های بانکداری
در سال ۱۳۵۲ تأسیس بانک جدید دیگری به نام «بانک داریوش» به تصویب شورای پول و اعتبار رسید، این بانک با مشارکت بانک‌های خارجی، با سرمایه ای معادل ۲ میلیارد ریال در تهران تأسیس می‌شود.
یکی از مؤسسان بانک جعفر اخوان رئیس هیئت مدیره شرکت سهامی جیپ ایران بود.
او رئیس هیئت مدیره و هیئت عامل بانک داریوش بود.
اخوان در سال ۱۳۳۸ یکی از سهامداران بانک ایرانیان بود و سهامی به ارزش پنج میلیون ریال داشت. اخوان در پایان سال ۱۳۵۵ در بانک ایرانیان، صاحب صد میلیون ریال سرمایه و در بانک داریوش صاحب چهارصد میلیون ریال سهام بود.

## فعالیت‌های خیریه
اخوان در کارهای خیر نیز کوشا بود. او در بهمن ۱۳۴۰، ۳ دستگاه اتومبیل جیپ ویلیز به وزارت بهداری، و در اسفند همان سال، دو اتومبیل جیپ ویلیز اتاق‌کالسکه‌ای به وزارت فرهنگ هدیه کرد؛ در خرداد ۱۳۴۱، به وکالت از احمد اخوان (پدر همسرش) ملک امیریه را برای مریض‌خانه، به وزارت بهداری واگذار کرد؛ در شهریور ۱۳۴۱، یک دستگاه آمبولانس برای کمک به زلزله‌زدگان بوئین‌زهرا به شیر و خورشید سرخ ایران اعطا نمود؛ همچنین در خرداد ۱۳۴۹، مبلغ ۰۰۰‘۰۰۰‘۵ ریال به ساخت آزمایشگاه و مؤسسات آموزشی فرح اختصاص داد.

## مرگ
اخوان در سال ۱۳۶۲ شمسی (۱۹۸۳ میلادی) در خارج از کشور درگذشت و در گورستان پرلاشز به خاک سپرده شد.